# TSV Buchholz 08
TSV Buchholz 08 is een Duitse sportvereniging, met 16 afdelingen, uit Buchholz in der Nordheide, in de Landkreis Harburg in Nedersaksen. Het eerste voetbalelftal speelt vanaf 2006 in de Oberliga Hamburg. De vereniging heeft circa 3.500 leden. Alhoewel Buchholz in der Nordheide in Nedersaksen ligt is de vereniging aangesloten bij het Hamburger Fußball-Verband.
Alexander Meier die jarenlang in de  Bundesliga voor Eintracht Frankfurt speelde kwam voort uit de jeugdafdeling van TSV Buchholz.

## Eindklasseringen vanaf 1981
| Seizoen | Competitie                  | Niveau | Eindstand | DFB Pokal | Opmerking                                                     |
| ------- | --------------------------- | ------ | --------- | --------- | ------------------------------------------------------------- |
| 1980/81 | Bezirksliga Hamburg-Süd     | VI     | 1         | --        |                                                               |
| 1981/82 | Landesliga Hamburg Hammonia | V      | 8         | --        |                                                               |
| 1982/83 | Landesliga Hamburg Hammonia | V      | 8         | --        |                                                               |
| 1983/84 | Landesliga Hamburg Hammonia | V      | 13        | --        |                                                               |
| 1984/85 | Landesliga Hamburg Hammonia | V      | 9         | --        |                                                               |
| 1985/86 | Landesliga Hamburg Hammonia | V      | 10        | --        |                                                               |
| 1986/87 | Landesliga Hamburg Hammonia | V      | 12        | --        |                                                               |
| 1987/88 | Landesliga Hamburg Hammonia | V      | 7         | --        |                                                               |
| 1988/89 | Landesliga Hamburg Hammonia | V      | 12        | --        |                                                               |
| 1989/90 | Landesliga Hamburg Hammonia | V      | 16        | --        |                                                               |
| 1990/91 | Bezirksliga Hamburg-Süd     | VI     | 6         | --        |                                                               |
| 1991/92 | Bezirksliga Hamburg-Süd     | VI     | 2         | --        |                                                               |
| 1992/93 | Landesliga Hamburg Hammonia | V      | 10        | --        |                                                               |
| 1993/94 | Landesliga Hamburg Hammonia | V      | 8         | --        |                                                               |
| 1994/95 | Landesliga Hamburg Hammonia | VI     | 14        | --        | invoering Regionalliga Nord                                   |
| 1995/96 | Bezirksliga Hamburg-Süd     | VII    | 2         | --        |                                                               |
| 1996/97 | Bezirksliga Hamburg-Süd     | VII    | 1         | --        |                                                               |
| 1997/98 | Landesliga Hamburg Hammonia | VI     | 6         | --        |                                                               |
| 1998/99 | Landesliga Hamburg Hammonia | VI     | 8         | --        |                                                               |
| 1999/00 | Landesliga Hamburg Hammonia | VI     | 4         | --        |                                                               |
| 2000/01 | Landesliga Hamburg Hammonia | VI     | 8         | --        |                                                               |
| 2001/02 | Landesliga Hamburg Hammonia | VI     | 8         | --        |                                                               |
| 2002/03 | Landesliga Hamburg Hammonia | VI     | 9         | --        |                                                               |
| 2003/04 | Landesliga Hamburg Hammonia | VI     | 6         | --        |                                                               |
| 2004/05 | Landesliga Hamburg Hammonia | VI     | 3         | --        | herinvoering éénklassige Oberliga Nord                        |
| 2005/06 | Landesliga Hamburg Hammonia | VI     | 1         | --        |                                                               |
| 2006/07 | Hamburg-Liga                | V      | 13        | --        |                                                               |
| 2007/08 | Hamburg-Liga                | V      | 7         | --        |                                                               |
| 2008/09 | Oberliga Hamburg            | V      | 4         | --        |                                                               |
| 2009/10 | Oberliga Hamburg            | V      | 2         | --        |                                                               |
| 2010/11 | Oberliga Hamburg            | V      | 2         | --        |                                                               |
| 2011/12 | Oberliga Hamburg            | V      | 5         | --        |                                                               |
| 2012/13 | Oberliga Hamburg            | V      | 3         | --        |                                                               |
| 2013/14 | Oberliga Hamburg            | V      | 5         | --        |                                                               |
| 2014/15 | Oberliga Hamburg            | V      | 6         | --        |                                                               |
| 2015/16 | Oberliga Hamburg            | V      | 5         | --        | halve finale Hamburger Pokal > Altona 93: 1-3 uit             |
| 2016/17 | Oberliga Hamburg            | V      | 2         | --        |                                                               |
| 2017/18 | Oberliga Hamburg            | V      | 7         | --        |                                                               |
| 2018/19 | Oberliga Hamburg            | V      | 9         | --        |                                                               |
| 2019/20 | Oberliga Hamburg            | V      | 16        | --        | competitie afgebroken i.v.m. coronapandemie.                  |
| 2020/21 | Oberliga Hamburg            | V      | 6         | --        | competitie na 6 wedstrijden afgebroken i.v.m. coronapandemie. |
| 2021/22 | Oberliga Hamburg            | V      | 9         | --        | 4. Staffel West                                               |
| 2022/23 | Oberliga Hamburg            | V      | 14        | --        |                                                               |
| 2023/24 | Oberliga Hamburg            | V      | 10        | --        |                                                               |
| 2024/25 | Oberliga Hamburg            | V      | 9         | --        |                                                               |
| 2025/26 | Oberliga Hamburg            | V      | .         | --        |                                                               |

FC Alsterbrüder ·
Altona 93 ·
TSV Buchholz 08 ·
TuS Dassendorf ·
Eimsbütteler TV ·
SV Halstenbek-Rellingen ·
ETSV Hamburg ·
HEBC ·
Hamburger SV III ·
TuRa Harksheide ·
Niendorfer TSV ·
TSV Sasel ·
FC Süderelbe ·
SC Victoria Hamburg ·
USC Paloma Hamburg ·
FC Voran Ohe · 
Vorwärts-Wacker 04 · 
Wandsbeker TSV Concordia 1881 ·
FC Türkiye Wilhelmsburg